# Mast Hill
Mast Hill är en kulle i Antarktis. Den ligger i Västantarktis. Argentina, Chile och Storbritannien gör anspråk på området. Toppen på Mast Hill är 14 meter över havet.
Terrängen runt Mast Hill är kuperad. Havet är nära Mast Hill åt sydväst. Trakten är glest befolkad. Närmaste befolkade plats är San Martín Station, 7,3 kilometer nordväst om Mast Hill. 